# Пиуамо
Пиуамо (исп. Pihuamo) — небольшой город в Мексике, в штате Халиско, входит в состав одноименного муниципалитета и является его административным центром. Численность населения, по данным переписи 2020 года, составила 6668 человек.

## Общие сведения
Название Pihuamo с языка тарасков можно перевести двояко: место повелителей или место обмена.
В 1490 году в регион прибыл народ пурепеча, основав поселения, но были изгнаны около 1510 года, когда потерпели поражение в войне за солончаки.
В 1522 году регион был открыт и завоёван конкистадорами во главе с Кристобалем де Олидом и Хуаном Родригесом де Вильяфуэрте.
В 1598 году в поселении Сантьяго-Пиуамо, расположенном на берегу реки между двух холмов, проживало 7 аборигенов с семьями.
В 1811 году поселение было разрушено водным смерчем, вынудив местных жителей переселиться, основав новое поселение там, где оно находится сейчас.
27 января 1959 года поселению был присвоен статус вильи.
Пиуамо расположен в 190 км к югу от столицы штата, города Гвадалахара, на федеральной трассе 110.

## Население
| Год  | Численность | Численность |
| ---- | ----------- | ----------- |
| 2000 | 7234        | [ 7 ]       |
| 2010 | 6838        | [ 8 ]       |
| 2020 | 6668        | [ 9 ]       |